# Federico Galeaz
Federico Galeaz, né le 10 janvier 1936 à Dambel (Trentin-Haut-Adige), est un coureur cycliste italien, professionnel de 1958 à 1962. 

## Palmarès
- 1956
  - 3e du Grand Prix Pirelli
- 1957
  - Grand Prix Pirelli
- 1959
  - 2e étape du Tour de Sicile
  - 2e du Tour de Sicile
  - 5e du Tour de Lombardie
- 1960
  - 2e du Gran Premio Industria Quarrata

## Résultats sur les grands tours

### Tour d'Italie
5 participations
- 1958 : abandon
- 1959 : 54e
- 1960 : 39e
- 1961 : 49e
- 1962 : 40e